# Thỏ lang Anh

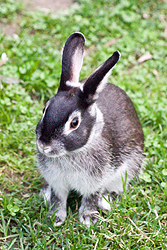
Thỏ lang trắng đen Anh

Thỏ lang trắng đen Anh (Noir et blanc) là giống thỏ có nguồn gốc từ nước Anh. Chúng là giống được hình thành từ phép lai chéo giữa thỏ Chinchilla và thỏ màu (feux noirs). 

## Lịch sử
Giống thỏ này xuất hiện vào những năm 1920 ở Anh dưới tên "Silver Fox" (Cáo bạc). Các giống thỏ với những màu sắc tương tự được báo cáo ở những nơi khác ở châu Âu (Bỉ, Hà Lan, Đức), ở lứa thỏ Chinchilla, nhưng chúng đã không được chấp nhận tương tự như các giống ở Anh như thế này và sớm bị bỏ quên. Các giống thỏ đang phát triển ở châu Âu trong nửa sau của thế kỷ XX và được thừa nhận ở Pháp vào năm 1972 dưới cái tên "Silver Fox" trước khi được đổi tên giống thỏ này thành "đen và trắng" hay lang trắng đen vào năm 1984.

## Đặc điểm
Chúng là một con thỏ cỡ vừa với các màu đen và trắng (lang đen trắng) và có trọng lượng từ 2,5 đến 4,25 kg. Nó có một cơ thể rắn chắc và cũng tròn mũm mĩm. Đầu ngắn, mình cao và rộng, hai tai thẳng và mạnh mẽ và dài từ 10,5–13 cm. Một diềm cổ có ở những con cái. Lông dài vừa phải, rất dày đặc và rất bóng. Ban đầu nó được chọn màu đen và trắng, nhưng có những giống màu nâu và màu trắng và màu xanh. Thỏ này thuần thục và sinh sản ở độ tuổi từ 8 đến 10 tháng.
Chúng là vật nuôi nhạy cảm với các yếu tố ngoại cảnh (chốn trạy, sợ tiếng động), khả năng thích ứng với môi trường kém. Nếu được chăm sóc tốt, chúng sẽ trở nên thân thiện và vui vẻ. Sống trong nhà chúng sẽ được an toàn hơn. Cần tránh tiếp xúc với các loài động vật khác, đặc biệt là chuột. Nếu ban ngày chúng ăn không hết thức ăn thì cần vét sạch máng, nếu thừa chuột sẽ lên ăn và cắn chết thỏ, nhất là thỏ con mới đẻ. Thỏ là loài gia súc yếu, sức đề kháng cơ thể kém, dễ cảm nhiễm các mầm bệnh và phát triển thành dịch, khi mắc bệnh chúng rất dễ chết.
Dạ dày chúng co giãn tốt nhưng co bóp yếu. Nhiều con bị chứng sâu răng hành hạ và có vấn đề về tiêu hóa. Chúng cũng bị mắc một số bệnh như bại huyết, ghẻ, cầu trùng, viêm ruột, do ăn thức ăn sạch sẽ, không bị nấm mốc. Nếu thấy chúng có hiện tượng phân hôi, nhão sau đó lỏng dần thấm dính đét lông quanh hậu môn, kém ăn, lờ đờ uống nước nhiều đó là bệnh tiêu chảy. Chúng hiếu động và ham chạy nhảy, sinh trưởng tốt, nuôi chúng không cần nhiều diện tích.

## Chăm sóc
Cho ăn cà rốt có thể khiến chúng bị sâu răng, cũng như gây nên những vấn đề về sức khỏe khác. Cà rốt và táo chứa nhiều đường thực vật, chỉ nên cho thỏ ăn những loại này ít. Chúng thích cam thảo nhưng nó lại không tốt bởi thỏ không thể tiêu hóa đường. Chúng thông thường không ăn rau củ có rễ, ngũ cốc hoặc trái cây, đặc biệt là rau diếp. Nên cho thỏ ăn cỏ, cải lá xanh đậm như bắp cải, cải xoăn, bông cải xanh (phải rửa sạch).
Luôn có thức ăn xanh trong khi chăm sóc, lượng thức ăn xanh cho chúng luôn chiếm 90% tổng số thức ăn trong ngày. Có thể cho chúng ăn thêm thức ăn tinh bột, không được lạm dụng vì chúng sẽ dễ bị mắc bệnh về đường tiêu hóa dẫn đến chết. Nhiều người cho rằng thỏ không cần uống nước là sai. Thỏ chết không phải do uống nước hay ăn cỏ ướt mà vì uống phải nước bẩn và ăn rau bị nhiễm độc.